# Aernout van Buchel
Pour les articles homonymes, voir Buchel.
Aernout van Buchel ou Arnout van Buchell, Arnold van Buchell ou encore Arend Buchel (latinisé en Arnoldus Buchelius), né le 18 mars 1565 à Utrecht et mort le 15 juillet 1641 dans la même ville, est un archéologue, dessinateur et humaniste du Siècle d'or néerlandais spécialisé dans la généalogie et l'héraldique.

## Biographie
Fils illégitime d'Arend van Buchel (1505-1573), chanoine de l'église Saint-Pierre (nl) d'Utrecht, et de Brigitta Evertsen, Aernout van Buchel a pour oncle le philanthrope Hubert van Buchell (nl) (1513-1599), l’un des fondateurs de la bibliothèque de la ville.
Il commence ses études de droit à l'université de Leyde puis les poursuit à partir de 1585 en France, où il est inscrit à l'université de Douai. À Paris, il noue des contacts avec des humanistes intéressés par les ruines romaines et les inscriptions antiques. Il séjourne plusieurs mois en Allemagne et en Autriche au cours de l'année 1587, puis arrive en novembre à Rome, où il dresse un inventaire des monuments et des œuvres d'art qu’il peut voir sur place et dans d'autres villes d'Italie. Ce compte rendu, intitulé Iter Italicum (« Chemin d'Italie »), fait partie de son Commentarius rerum quotidianarum (« Commentaire des choses quotidiennes »), journal qui couvre les années 1580 à 1599. Dans l'Iter Italicum figurent de nombreux dessins de Buchel inspirés de gravures antérieures, par exemple son illustration du sarcophage de Constantine, proche de celle qui se trouve dans l'ouvrage topographique de Bartolomeo Marliani (1488-1566), Antiquae Romae Topographia, publié en 1534. 
En 1588, Buchel revient à Utrecht, dont il ne s'éloigne plus que pour de brefs voyages. Il reprend ses études de droit et obtient son doctorat à Leyde en 1593. Peu après, il épouse Klaasje van Voorst (1564–1644), veuve de Valentijn van der Voort. D'éducation catholique, il se convertit à la Réforme protestante. Après la mort de sa fille unique en 1611, il renonce à sa charge de procureur et se retire de la vie publique pour se consacrer à ses travaux d'historien, sauf en 1619-1621, période pendant laquelle il dirige le bureau d'Utrecht de la Compagnie néerlandaise des Indes orientales.  
En réaction à la destruction de bâtiments et d'œuvres d’art due à la « Furie iconoclaste » des Réformés néerlandais, il entreprend de dessiner les inscriptions, pierres tombales, planches d’héraldique et autres éléments artistiques menacés afin de préserver leur mémoire. Il est l'auteur des seules descriptions visuelles de l'église Saint-Sauveur d'Utrecht (nl), désormais disparue. 
Érudit respecté de ses contemporains, il est l'un des premiers « antiquaires » des Pays-Bas. Il reçoit la visite d'artistes et de lettrés, et entretient une correspondance avec nombre d'entre eux, dont Samuel Ampzing, Scriverius, Scaliger, Daniel Heinsius, Philip Cluwer, Jean-Isaac Pontanus, Gérard Vossius, Johannes de Laet, Pieter Bockenberg ou Caspar van Baerle.  
Buchel n'a que peu publié de son vivant. Son livre sur les évêques d’Utrecht, paru à titre posthume, est considéré aujourd'hui encore comme un ouvrage de référence.

## Œuvres
Son ouvrage le plus long est sans doute son journal, le Diarium, publié pour la première fois en 1907. Le titre d'origine en latin est Commentarius rerum quotidianarum, in quo, praeter itinera diversarum regionum, urbium, oppidorumque situs, antiquitates, principes, instituta, mores, multa eorum quae tam inter publicos quam privatos contingere solent, occurrent exempla.
Ses Monumenta passim in templis ac monasteriis Trajectinae urbis atque agri inventa décrivent les monuments de la ville d'Utrecht et de quelques villages des alentours. Le manuscrit est conservé aux Archives d'Utrecht.
Les Inscriptiones monumentaque in templis et monasteriis Belgicis inventa fournissent l'inventaire des inscriptions qui se trouvent dans des localités de la province d'Utrecht, en particulier Amersfoort, aux Pays-Bas (dont surtout Leyde mais aussi La Haye, Delft, Amsterdam et Rotterdam) et dans le duché de Brabant (dont surtout Anvers mais aussi Louvain et Bruxelles). Le manuscrit est conservé à la bibliothèque de l'université d'Utrecht.

## Galerie

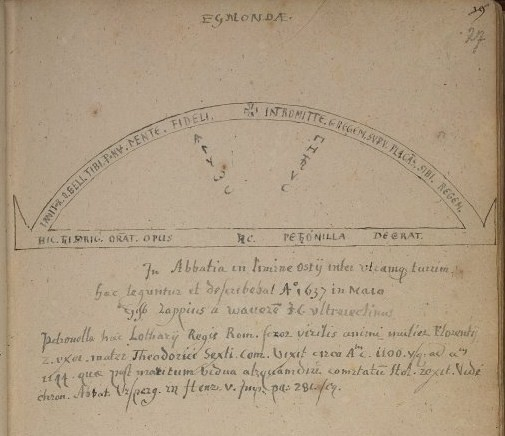
Tympan de l'abbaye d'Egmond, page 27 des Inscriptiones
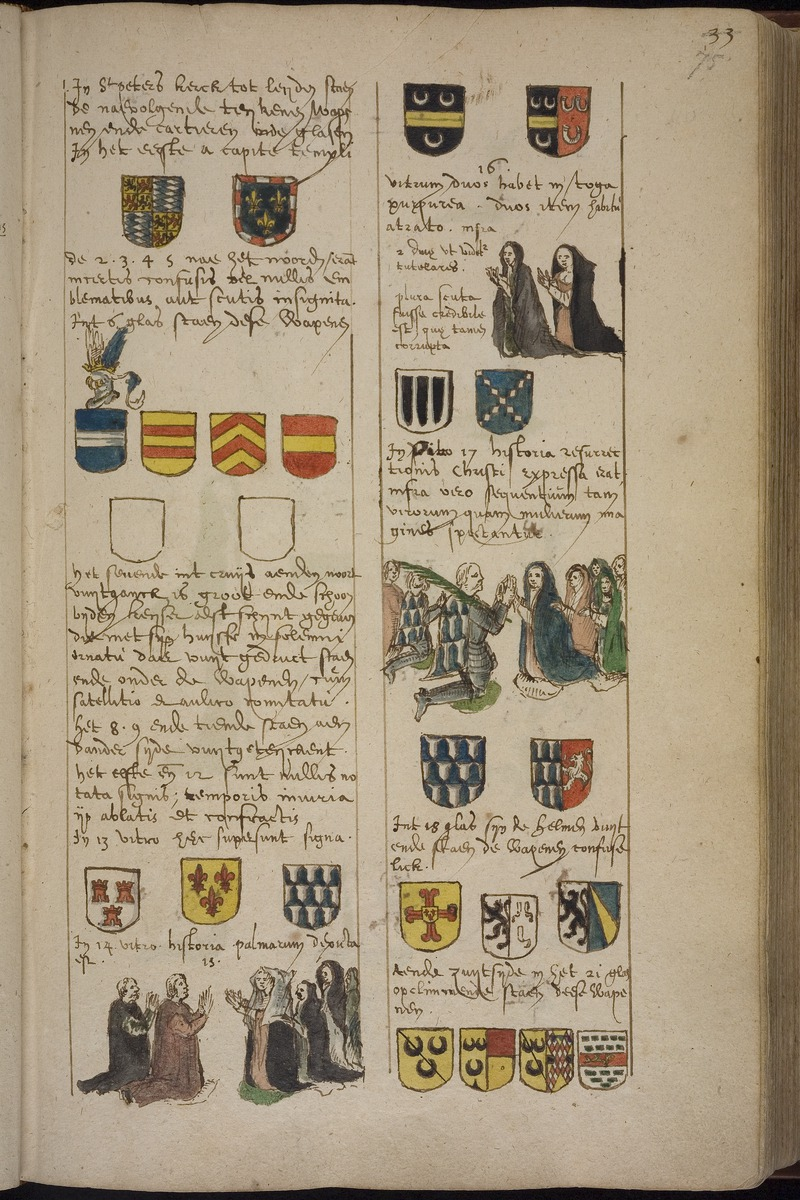
Page 75 des Inscriptiones
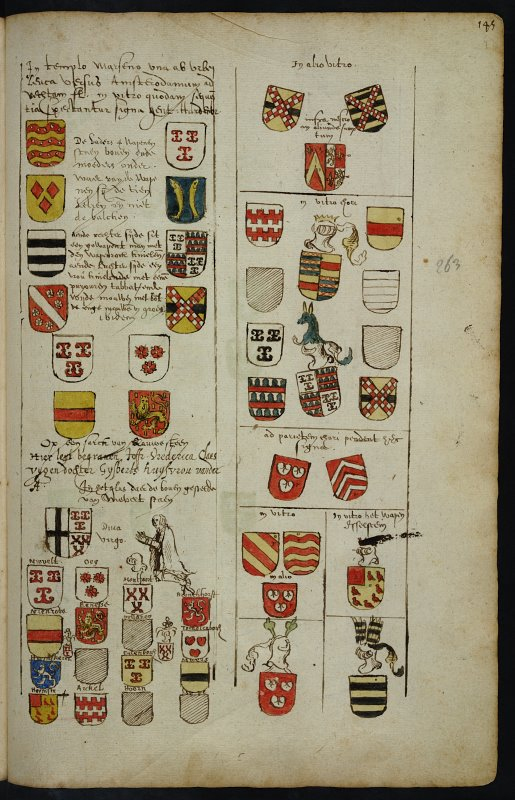
Page des Monumenta, fol. 145r
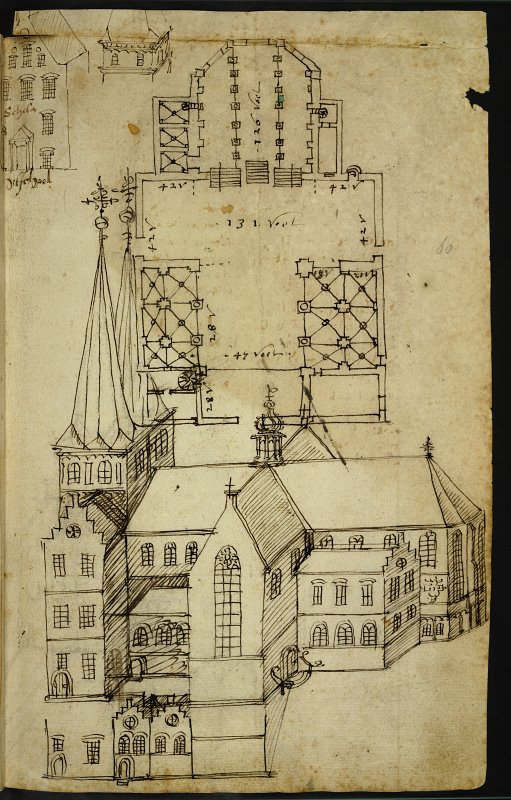
Église Saint-Sauveur d'Utrecht, Monumenta